# البطيحة (فلسطين)
البطيحة، قرية فلسطينية مهجرة، تبعد 13 كم جنوب شرق مدينة صفد. كانت القرية هدفًا للاحتلال في سياق عملية ماتاتي التي نفذتها قوات "الهاغاناه"، وأسفرت هذه عملية عن تهجير 2000 لاجئ إلى سوريا. لم يبق إلّا بعض حيطان الحجر البازلتي الأسود من المنازل المدمرة.

## عن القرية قبل الاحتلال
بالقرب من الحدود السورية، تبعد نحو ربع كيلومتر إلى الشرق من نهر الأردن، وكيلومترين عن بحيرة طبرية، كانت القرية تقع في منطقة كثيرة التلال، كما كانت تشرف على رقعة واسعة من الأرض إلى الجنوب من مدينة طبرية. و«البطيحة» تعني الماء المستنقع. وصفها القلقشندي، سنة 1459 بأنّها موضع في ناحية صفد. أما البطيحة الحديثة، فصُنفت مزرعة في (معجم فلسطين الجغرافي المفهرس)، الذي وضع أيام الانتداب.
في 1944\1945، كان ما مجموعه 3,842 دونمًا من أراضيها مخصصًا للحبوب، و238 دونمًا مرويًا أو مستخدمًا للبساتين.

## احتلال القرية وتطهيرها عرقيًّا
موقع البطيحة يدل على أنّها كانت هدفًا للاحتلال في سياق عملية ماتاتي (المكنسة) التي نفذتها قوات «الهاغاناه». كان الغرض من عملية ماتاتي، التي نفذت في 4 أيار\ مايو 1948، هو «تطهير» منطقة تقع شمالي بحيرة طبرية وغربي نهر الأردن. يقول في سياق ذلك، المؤرخ الإسرائيلي بني موريس أنّها ساهمت مساهمة كبيرة في إضعاف معنويات سكان المنطقة كلّها. أمّا ما بررت القوات الصهيونية هجومها به، فهو أنّ سكان القرية كانوا يضايقون القوافل اليهودية المنطلقة من مستعمرة «روش بينا». أسفرت عملية ماتاتي عن تهجير 2000 لاجئ إلى سوريا، وهذا استنادًا إلى مصادر سورية يستشهد موريس بها.

## القرية اليوم
لم يبق إلا بعض حيطان الحجر البازلتي الأسود من المنازل المدمرة. في الطرف الشمالي من الموقع ينبت بعض أشجار الكينا الباسقة، فضلًا عن آجام صبار متفرقة. وثمة قناة اصطناعية للمياه تمتد من الشمال إلى الجنوب، وتنعطف شرقًا في جوار الطرف الشمالي للموقع.

## المستعمرات الإسرائيلية على أراضي القرية
يستغل سكان مستعمرة ألمغور التي أقيمت في سنة 1961، أراضي القرية. وثمة منتزه يعرف ب «بارك هيردن» على بعد 200 متر تقريبًا إلى الجنوب من الموقع.

## وصلات خارجية
- البطيحة ترحب بكم